# Rudolf Heinrich (Bühnenbildner)
Rudolf Heinrich (* 10. Februar 1926 in Halle (Saale); † 1. Dezember 1975 in London) war ein deutscher Bühnenbildner.

## Leben und Werk
Rudolf Heinrich wurde 1926 in Halle an der Saale als zweites von sieben Kindern geboren. Der Vater war Schneidermeister. Rudolf ging in Halle zur Schule. Ende 1943 wurde er von der Christian-Thomasius-Schule mit dem Reifevermerk zum Arbeitsdienst eingezogen. Nach seinem Kriegsdienst kam er bei Salzburg in ein amerikanisches Gefangenenlager und arbeitete nach der Entlassung 1 Jahr als Landarbeiter auf einem Bauernhof in Dorfen (Oberbayern).
Er absolvierte von 1946 bis 1948 die Malklasse Burg Giebichenstein in Halle bei Charles Crodel. Gleichzeitig machte er 1948 in den Hallischen Theaterwerkstätten ein Praktikum bei Paul Pilowski. Im Anschluss daran war er 1948 Bühnenbildassistent in Leipzig bei Max Elten. In Halle hatte er sich der Künstlervereinigung „Die Fähre“ angeschlossen.
Von 1950 bis 1954 arbeitete er am Landestheater Halle als Ausstattungsleiter. Dort schuf er Bühnenbilder für 33 Stücke in Oper, Ballett und Schauspiel. Ab 1952 hielt er Kurse für Bühnenbild an der Staatlichen Hochschule für Theater und Musik Halle innerhalb des Regie-Seminars. Er erhielt 1957 in Halle für Ausstattungen von Händelopern (Ezio, Radamisto, Poros und andere; Regie: Heinz Rückert) den Nationalpreis der DDR. 1959 errang er für Hoffmanns Erzählungen (Regie: Walter Felsenstein) den 1. Preis des „Theaters der Nationen“ in Paris.
1953 holte Walter Felsenstein Rudolf Heinrich an die Komische Oper Berlin, ab 1954 war er dort Ausstattungsleiter. Zur Eröffnung der neuen Leipziger Oper schuf er 1960 die Ausstattung für Die Meistersinger von Nürnberg (Regie: Joachim Herz). Im selben Jahr erarbeitete er mit Walter Felsenstein an der Komischen Oper Verdis Oper Othello.
Neben Gastspielen in Paris, Prag, Moskau, Wiesbaden unternahm er Studienreisen nach Italien, Frankreich, Finnland, Slowakei und Albanien.
1959 und 1960 gab Rudolf Heinrich Kurse für Bühnenbild bei den von Friedelind Wagner geleiteten Meisterkursen der Bayreuther Festspiele (mit Joachim Herz und Walter Felsenstein).
1961 wurde er an die Akademie der Künste der DDR berufen, floh jedoch in die Bundesrepublik Deutschland, wo er als Sowjetzonenflüchtling den Flüchtlingsausweis der Gruppe C erhielt.
Ab 1962 arbeitete er in München mit Fritz Kortner, Günther Rennert, Joachim Herz, Otto Schenk, Götz Friedrich, Leopold Lindtberg, Arnold Wesker, Bernd Fischerauer und anderen zusammen.
Rudolf Heinrich wurde 1964 Leiter der Bühnenbildklasse der Akademie der Bildenden Künste München und 1970 Professor. Studierende waren neben anderen Aliute Mecys, Thomas Pekny, Rüdiger Tamschick und Herbert Wernicke.
Rudolf Heinrich hat vor allem für die Opernhäuser in München, Hamburg, Schwetzingen, Mannheim, Frankfurt, Santa Fe (New Mexico), Paris, Moskau, Leipzig, Berlin, für die Salzburger Festspiele, Metropolitan Opera (New York), Teatro alla Scala (Mailand), Schauspielhaus Zürich und National Opera London gearbeitet, außerdem an der Wiener Staatsoper und am Burgtheater. Er schuf 1973 bis 1975 in Leipzig mit Joachim Herz die Ausstattung für Der Ring des Nibelungen. An die Akademie der Künste in West-Berlin wurde er 1972 berufen.
Er starb am 1. Dezember 1975 in London, während er an der Ausstattung für Salome arbeitete. Seine Grabstätte befindet sich auf dem Friedhof Perlach in München. Er war verheiratet in 1. Ehe mit der US-amerikanischen Sopranistin Joan Carroll. Mit seiner 2. Ehefrau Ursula Heinrich hatte er einen Sohn Antonius. Sein Bruder war der Kostüm- und Bühnenbildner Reinhard Heinrich.
Die Akademie der Künste Berlin führt eine Rudolf-Heinrich-Sammlung mit etwa 3000 Arbeiten von Rudolf Heinrich. Seine Arbeiten nach Weggang aus der DDR 1962 befinden sich im Österreichischen Theatermuseum in Wien.

## Filmografie
- 1957: Mein Freund Harvey (Direktübertragung aus den Kammerspielen des Deutschen Theaters Berlin – Bühnenbild: R. Heinrich)[12]
- 1960: La Traviata (Aufzeichnung aus der Hamburgischen Staatsoper – Bühnenbild: R. Heinrich)[13]
- 1965: Das schlaue Füchslein (Studioaufzeichnung – Bühnenbild und Kostüme: R. Heinrich)[14]
- 1966: Le nozze di Figaro (Aufzeichnung von den Salzburger Festspielen, ORF – Bühnenbild und Kostüme: R. Heinrich, Regie: Günter Rennert, Dirigent: Karl Böhm)
- 1967: Liebe für Liebe (Fernsehfilm – Bühnenbild: R. Heinrich)[15]
- 1968: Der Rosenkavalier (DVD, Wiener Staatsoper – Bühnenbild: R. Heinrich, Regie: Otto Schenk, Dirigent: Leonard Bernstein)
- 1969: Arabella (Studioaufzeichnung)[16]
- 1969: Othello (Studioaufzeichnung – Szenenbild und Kostüme in Anlehnung an die Bühnenausstattung von R. Heinrich)
- 1969: Jedermann (DVD, Salzburger Festspiele  – Bühnenbild und Kostüme: R. Heinrich, Inszenierung: Leopold Lindtberg)[17]
- 1970: Hoffmanns Erzählungen (Studioaufzeichnung – Bühnenbild in Anlehnung an die Bühnenausstattung von R. Heinrich)
- 1970: Zum großen Wurstel (Salzburger Festspiele  – Bühnenbild und Kostüme: R. Heinrich, Inszenierung: Oscar Fritz Schuh)[18]
- 1971: Zum großen Wurstel (Direktübertragung aus dem Komödienhaus in Wilhelmsbad – Szenenbild von R. Heinrich)[19]
- 1974: Maß für Maß (Fernsehfilm – Fernsehregie: Lutz Büscher nach R. Heinrichs Inszenierung, Bühnenbild und Kostüme 1973 am Residenztheater)[20]
- 1976: Die Zauberflöte (Fernsehaufführung des Opernhauses Leipzig – Bühnenbild und Kostüme: R. Heinrich)[21]
- 2007: Walter Felsenstein Edition (DVDs bei Arthaus Musik)

## Tondokumente
- Aus Burg und Oper vom 20.10.1974. Gespräch mit Joachim Herz und Rudolf Heinrich. In: Österreichische Mediathek. (MP3, 14:54 min).
- Aus Burg und Oper vom 9.2.1975. Gespräch mit Rudolf Heinrich. In: Österreichische Mediathek. (MP3, 15:06 min).

## Auszeichnungen
- 1957: Nationalpreis der DDR III. Klasse für Kunst und Literatur (im Kollektiv der Händel-Festspiele)[22]
- 1960: Nationalpreis der DDR III. Klasse für Kunst und Literatur „Für seine phantasievolle Gestaltung des Bühnenbildes zu Othello und für sein gesamtes bühnenbildnerisches Schaffen an der Komischen Oper“[23]